# Бреус Сергій Петрович
Сергі́й Петро́вич Бре́ус (нар. 30 січня 1983, Заріччя, Черкаська область) — український плавець. Майстер спорту міжнародного класу із плавання, учасник Олімпійських ігор 2008 року, бронзовий та срібний призер чемпіонатів світу, дворазовий чемпіон та рекордсмен Європи, багаторазовий чемпіон всесвітніх універсіад і кубків світу, 19-разовий рекордсмен України. Член національної федерації з плавання.

## Освіта
- Магістр Національного університет фізичного виховання і спорту України, навчався на факультеті олімпійського та професійного спорту.
- Бакалавр Київського національного торговельно-економічного університету. Навчався на факультеті обліку, аудиту та економічної кібернетики.

## Робота
- Із 2010 року — тренер Броварського вищого училища фізичної культури.
- Із 18 квітня 2014 року — директор басейну «Купава» в місті Броварах.[2]

## Родина
Одружений, має доньку та сина.

## Джерело
- Бреус Сергій Петрович. Офіційний сайт Броварської міської ради.